# Idris Elba
Idrissa Akuna „Idris“ Elba (* 6. září 1972 Londýn) je britský herec, hudebník a DJ.
V televizi se poprvé objevil roku 1994, v roce 1999 hrál v seriálu Dangerfield. Téhož roku debutoval ve filmu – představil se ve francouzském snímku Tchyně. Mezi lety 2002 a 2004 působil v seriálu The Wire – Špína Baltimoru. Později hrál například ve filmech 28 týdnů poté (2007), Americký gangster (2007), Maturitní ples (2008), Parchanti (2010), Ghost Rider 2 (2012), Prometheus (2012), Mandela: Dlouhá cesta ke svobodě (2013) či Star Trek: Do neznáma (2016). Roku 2016 také propůjčil svůj hlas postavě náčelníka Boga ve filmu Zootropolis: Město zvířat. V letech 2010–2015 ztvárnil titulní postavu v seriálu Luther (v roce 2011 získal Zlatý glóbus pro nejlepšího herce v minisérii nebo v televizním filmu). V letech 2011–2018 hrál ve filmové sérii Marvel Cinematic Universe postavu Heimdalla, jedná se o snímky Thor (2011), Thor: Temný svět (2013), Avengers: Age of Ultron (2015), Thor: Ragnarok (2017) a Avengers: Infinity War (2018).
Pod uměleckým jménem DJ Big Driis působí také jako diskžokej. Jako hudebník se podílel na skladbách více hip hopových interpretů (např. Jay-Z nebo Pharoahe Monch), sám vydal několik vlastních hip hopových EP.

## Filmografie

### Film
| Rok  | Název                            | Role                       | Poznámky               |
| ---- | -------------------------------- | -------------------------- | ---------------------- |
| 1999 | Tchyně                           | Grégoire                   |                        |
| 2000 | Nekonečná párty                  | Jam                        |                        |
| 2001 | Ukradni, co můžešǃ               | Kimborough                 |                        |
| 2003 | Jediná láska                     | Aaron                      |                        |
| 2005 | Gospel                           | Charles Frank              |                        |
| 2005 | Někdy v dubnu                    | Augustin                   |                        |
| 2007 | Daddy's Little Girls             | Monty James                |                        |
| 2007 | Krvavá sklizeň                   | Ben                        |                        |
| 2007 | 28 týdnů poté                    | generál Stone              |                        |
| 2007 | Americký gangster                | Tango                      |                        |
| 2007 | Společné Vánoce                  | Quentin Whitfield          |                        |
| 2008 | Maturitní ples                   | detektiv Winn              |                        |
| 2008 | RocknRolla                       | Mumbles                    |                        |
| 2008 | Hloubka duše                     | Larry                      |                        |
| 2009 | Nenarození                       | Arthur Wyndham             |                        |
| 2009 | Posedlá                          | Derek Charles              |                        |
| 2010 | Gangsteři                        | Gordon Cozier              |                        |
| 2010 | Legacy                           | Malcolm Gray               | také výkonný producent |
| 2010 | Parchanti                        | Roque                      |                        |
| 2011 | Thor                             | Heimdall                   |                        |
| 2012 | Ghost Rider 2                    | Moreau                     |                        |
| 2012 | Prometheus                       | kapitán Janek              |                        |
| 2013 | Pacific Rim – Útok na Zemi       | Stacker Pentecost          |                        |
| 2013 | Thor: Temný svět                 | Heimdall                   |                        |
| 2013 | Mandela: Dlouhá cesta ke svobodě | Nelson Mandela             |                        |
| 2014 | Pro dobrotu na žebrotu           | Colin Evans                | také výkonný producent |
| 2015 | Gunman: Muž na odstřel           | DuPont                     |                        |
| 2015 | Second Coming                    | Mark                       |                        |
| 2015 | Avengers: Age of Ultron          | Heimdall                   |                        |
| 2015 | Bestie bez vlasti                | velitel                    |                        |
| 2016 | Zootropolis: Město zvířat        | Náčelník Bogo (hlas)       |                        |
| 2016 | Kniha džunglí                    | Šér Chán (hlas)            |                        |
| 2016 | Den dobytí Bastily               | Sean Briar                 |                        |
| 2016 | Hledá se Dory                    | Fluke (hlas)               |                        |
| 2016 | Star Trek: Do neznáma            | Krall                      |                        |
| 2017 | Temná věž                        | Roland Deschain            |                        |
| 2017 | Velká hra                        | Charlie Jaffey             |                        |
| 2017 | Hora mezi námi                   | Ben Bass                   |                        |
| 2017 | Thor: Ragnarok                   | Heimdall                   |                        |
| 2018 | Avengers: Infinity War           | Heimdall                   |                        |
| 2019 | Rychle a zběsile: Hobbs a Shaw   | Brixton Lore               |                        |
| 2019 | Cats                             | Macavity                   |                        |
| 2020 | Betonový kovboj                  | Harp                       |                        |
| 2021 | Sebevražedný oddíl               | Robert DuBois / Bloodsport |                        |
| 2021 | Tím tvrdší je pád                | Rufus Buck                 |                        |
| 2022 | Ježek Sonic 2                    | Knucles (hlas)             |                        |
| 2022 | Bestie                           | Dr. Nate Samuels           |                        |
| 2022 | Tři tisíce let touhy             | Djinn                      |                        |
| 2023 | Luther: Pád z nebes              | John Luther                | také producent         |
| 2023 | Vyproštění 2                     | Alcott                     | cameo                  |
| 2024 | Ježek Sonic 3                    | Knucles (hlas)             |                        |

### Televize
| Rok       | Název                                       | Role                    | Poznámky                                  |
| --------- | ------------------------------------------- | ----------------------- | ----------------------------------------- |
| 1994      | 2point4 Children                            | instruktor              | díl: „Fortuosity“                         |
| 1994      | Space Precinct                              | donašeč pizzy           | díl: „Double Duty“                        |
| 1995      | Naprosto dokonalé                           | Hilton                  | díl: „Sex“                                |
| 1996      | The Governor                                | strážník Chiswick       | 6 dílů                                    |
| 1996      | Crocodile Shoes II                          | Jo-Jo                   | díl: „Troubled Man“                       |
| 1997      | Family Affairs                              | Tim Webster             | 7 dílů                                    |
| 1997      | Tichý svědek                                | Charlie                 | díl: „Blood, Sweat & Tears“               |
| 1998      | Ultraviolet                                 | Vaughan Rice            | 6 dílů                                    |
| 1999      | Dangerfield                                 | Matt Gregory            | 12 dílů                                   |
| 2000      | In Defence                                  | PC Paul Fraser          | 1 díl                                     |
| 2001      | Zákon a pořádek                             | Lonnie Liston           | díl: „3 Dawg Night“                       |
| 2002      | Případy inspektora Lynleyho                 | Robert Gabriel          | díl: „Payment in Blood“                   |
| 2002–2004 | The Wire – Špína Baltimoru                  | Russell „Stringer“ Bell | 37 dílů                                   |
| 2003      | Kriminálka Miami                            | Angelo Sedaris          | díl: „The Best Defense“                   |
| 2005      | Girlfriends                                 | Paul                    | díl: „All in a Panic“                     |
| 2005      | Někdy v dubnu                               | Augustin Muganza        | televizní film                            |
| 2008      | Vůně Kalahari                               | Charles Gotso           | díl: „The No. 1 Ladies' Detective Agency“ |
| 2009      | Kancl                                       | Charles Miner           | 7 dílů                                    |
| 2010      | Ve znamení raka                             | Lenny                   | 4 díly                                    |
| 2010      | Walk Like a Panther                         |                         | výkonný producent                         |
| 2010–2015 | Luther                                      | DCI John Luther         | producent, 16 dílů                        |
| 2011      | Aqua Teen Hunger Force                      | policista (hlas)        | díl: „Intervention“                       |
| 2011      | How Hip Hop Changed the World               |                         | výkonný producent                         |
| 2011      | Demons Never Die                            |                         | výkonný producent                         |
| 2012      | Idris Elba's How Clubbing Changed the World | moderátor               |                                           |
| 2013      | Idris Elba: King of Speed                   | moderátor               |                                           |
| 2015      | Idris Elba: No Limits                       | moderátor               |                                           |
| 2017      | Idris Elba: Fighter                         | moderátor               | také výkonný producent                    |
| 2017      | Guerrilla                                   | Kentoro „Kent“ Abbasi   | 6 dílů, také výkonný producent            |
| 2019-2020 | In the Long Run                             | Walter Easmon           | 19 dílů, také tvůrce                      |
| 2019      | Turn Up Charlie                             | Charlie Ayo             | také tvůrce a výkonný producent           |
| 2019      | Saturday Night Live                         | moderátor               | díl: „Idris Elba/Khalid“                  |

### Videoklipy
| Rok  | Umělec                          | Název                | Role     | Poznámky           |
| ---- | ------------------------------- | -------------------- | -------- | ------------------ |
| 2012 | Mumford & Sons                  | „Lover of the Light“ | slepec   | režisér, producent |
| 2012 | Giggs                           | „Hustle On“          | řidič    | producent          |
| 2016 | Macklemore                      | „Dance Off“          | sám sebe |                    |
| 2019 | Wiley, Sean Paul a Stefflon Don | „Boasty“             | sám sebe |                    |
| 2019 | Stormzy                         | „Vossi Bop“          | sám sebe |                    |